# يوتو شيراي
يوتو شيراي (باليابانية: 白井 裕人) (مواليد 19 يونيو 1988)، هو لاعب كرة قدم ياباني سابق كان يلعب كحارس مرمى.

## وصلات خارجية
- يوتو شيراي على موقع رابطة كرة القدم اليابانية للمحترفين (اليابانية)
- يوتو شيراي على موقع قاعدة بيانات كرة القدم.إي يو (الإنجليزية)
- يوتو شيراي على موقع Soccerway.com (الإنجليزية)
- يوتو شيراي على موقع عالم كرة القدم.نت (الإنجليزية)